# Ștefănești (Vâlcea)
Pour les articles homonymes, voir Ștefănești.
Ștefănești est une commune du județ de Vâlcea en Roumanie.